# اولیوزبورگ (اوهایو)
اولیوزبورگ (به انگلیسی: Olivesburg) یک منطقهٔ مسکونی در ایالات متحده آمریکا است که در شهرستان ریچلند، اوهایو واقع شده‌است.